# Матрица Паскаля
В математике, особенно в теории матриц и комбинаторике, ма́трица Паска́ля — это бесконечная матрица, элементами которой являются биномиальные коэффициенты. Существует три варианта расположения элементов в матрице: в виде верхнетреугольной, нижнетреугольной или симметричной матрицы. 5×5-ограничения таких матриц имеют вид:
Верхнетреугольная матрица: 
{\displaystyle U_{5}={\begin{pmatrix}1&1&1&1&1\\0&1&2&3&4\\0&0&1&3&6\\0&0&0&1&4\\0&0&0&0&1\end{pmatrix}};}
нижнетреугольная матрица 
{\displaystyle L_{5}={\begin{pmatrix}1&0&0&0&0\\1&1&0&0&0\\1&2&1&0&0\\1&3&3&1&0\\1&4&6&4&1\end{pmatrix}};}
симметричная матрица 
{\displaystyle S_{5}={\begin{pmatrix}1&1&1&1&1\\1&2&3&4&5\\1&3&6&10&15\\1&4&10&20&35\\1&5&15&35&70\end{pmatrix}}.}
Эти матрицы удовлетворяют соотношению Sn = LnUn. Отсюда легко видеть, что все три матрицы имеют единичный определитель, так как определитель треугольных матриц Ln и Un равен произведению их диагональных элементов. Другими словами, матрицы Sn, Ln, и Un унимодулярны. След матриц Ln и Un равен n.
Элементы симметричной матрицы Паскаля имеют вид:
{\displaystyle S_{ij}={n \choose r}={\frac {n!}{r!(n-r)!}},\quad n=i+j,\quad r=i.}
Эквивалентно:
{\displaystyle S_{ij}=\textstyle C_{i+j}^{i}={\frac {(i+j)!}{(i)!(j)!}}.}
Таким образом, след матрицы Sn равен
{\displaystyle {\text{tr}}(S_{n})=\sum _{i=1}^{n}{\frac {[2(i-1)]!}{[(i-1)!]^{2}}}=\sum _{k=0}^{n-1}{\frac {(2k)!}{(k!)^{2}}}}
в зависимости от n образуя последовательность: 1, 3, 9, 29, 99, 351, 1275, … последовательность A006134 в OEIS.

## Построение
Матрица Паскаля может быть построена посредством взятия экспоненты от поддиагональной или наддиагональной матрицей специального вида. В следующем примере строятся матрицы 7×7, но этот метод работает для любых n×n-матриц Паскаля. (Точками обозначены нулевые элементы.)
{\displaystyle {\begin{array}{lll}&L_{7}=\exp \left(\left[{\begin{smallmatrix}.&.&.&.&.&.&.\\1&.&.&.&.&.&.\\.&2&.&.&.&.&.\\.&.&3&.&.&.&.\\.&.&.&4&.&.&.\\.&.&.&.&5&.&.\\.&.&.&.&.&6&.\end{smallmatrix}}\right]\right)=\left[{\begin{smallmatrix}1&.&.&.&.&.&.\\1&1&.&.&.&.&.\\1&2&1&.&.&.&.\\1&3&3&1&.&.&.\\1&4&6&4&1&.&.\\1&5&10&10&5&1&.\\1&6&15&20&15&6&1\end{smallmatrix}}\right];\quad \\\\&U_{7}=\exp \left(\left[{\begin{smallmatrix}.&1&.&.&.&.&.\\.&.&2&.&.&.&.\\.&.&.&3&.&.&.\\.&.&.&.&4&.&.\\.&.&.&.&.&5&.\\.&.&.&.&.&.&6\\.&.&.&.&.&.&.\end{smallmatrix}}\right]\right)=\left[{\begin{smallmatrix}1&1&1&1&1&1&1\\.&1&2&3&4&5&6\\.&.&1&3&6&10&15\\.&.&.&1&4&10&20\\.&.&.&.&1&5&15\\.&.&.&.&.&1&6\\.&.&.&.&.&.&1\end{smallmatrix}}\right];\\\\\therefore &S_{7}=\exp \left(\left[{\begin{smallmatrix}.&.&.&.&.&.&.\\1&.&.&.&.&.&.\\.&2&.&.&.&.&.\\.&.&3&.&.&.&.\\.&.&.&4&.&.&.\\.&.&.&.&5&.&.\\.&.&.&.&.&6&.\end{smallmatrix}}\right]\right)\exp \left(\left[{\begin{smallmatrix}.&1&.&.&.&.&.\\.&.&2&.&.&.&.\\.&.&.&3&.&.&.\\.&.&.&.&4&.&.\\.&.&.&.&.&5&.\\.&.&.&.&.&.&6\\.&.&.&.&.&.&.\end{smallmatrix}}\right]\right)=\left[{\begin{smallmatrix}1&1&1&1&1&1&1\\1&2&3&4&5&6&7\\1&3&6&10&15&21&28\\1&4&10&20&35&56&84\\1&5&15&35&70&126&210\\1&6&21&56&126&252&462\\1&7&28&84&210&462&924\end{smallmatrix}}\right].\end{array}}}
Важно отметить, что нельзя просто положить exp(A)exp(B) = exp(A + B) для n×n-матриц A и B, такое равенство имеет место только при AB = BA (то есть когда матрицы A и B коммутируют). В приведённом построении симметричных матриц Паскаля наддиагональные и поддиагональные матрицы не коммутируют. Таким образом, нельзя провести (возможно) ожидаемое упрощение, включающее сумму матриц.
Полезное свойство поддиагональных и наддиагональных матриц, используемое в данном построении - это их нильпотеность, то есть при возведении в достаточно большую целую степень они вырождаются в нулевую матрицу. (Смотри матрица сдвига для дальнейших деталей.) Так как обобщённые n×n-матрицы сдвига, которые тут используются, становятся равными нулю при возведении в степень n, то при вычислении матричной экспоненты необходимо рассматривать только первый n + 1 член бесконечного ряда, чтобы получить точный результат.

## Варианты
Интересные варианты могут быть получены посредством очевидных модификаций матриц PL7, от которых берётся экспонента.
Первый пример ниже использует квадраты значений в PL7 вместо исходных и приводит к построению 7×7-матрицы Лагерра (матрицы, элементами которой являются полиномы Лагерра). 
{\displaystyle {\begin{array}{lll}&LAG_{7}=\exp \left(\left[{\begin{smallmatrix}.&.&.&.&.&.&.\\1&.&.&.&.&.&.\\.&4&.&.&.&.&.\\.&.&9&.&.&.&.\\.&.&.&16&.&.&.\\.&.&.&.&25&.&.\\.&.&.&.&.&36&.\end{smallmatrix}}\right]\right)=\left[{\begin{smallmatrix}1&.&.&.&.&.&.\\1&1&.&.&.&.&.\\2&4&1&.&.&.&.\\6&18&9&1&.&.&.\\24&96&72&16&1&.&.\\120&600&600&200&25&1&.\\720&4320&5400&2400&450&36&1\end{smallmatrix}}\right];\quad \end{array}}}
(Матрица Лагерра на самом деле использует другое масштабирование и знаки некоторых коэффициентов.)
Второй пример использует v(v + 1) в качестве элементов, если v— элементы исходной матрицы. Он приводит к построению 7×7-матрицы Лаха (матрицы с элементами в виде чисел Лаха).
{\displaystyle {\begin{array}{lll}&LAH_{7}=\exp \left(\left[{\begin{smallmatrix}.&.&.&.&.&.&.\\2&.&.&.&.&.&.\\.&6&.&.&.&.&.\\.&.&12&.&.&.&.\\.&.&.&20&.&.&.\\.&.&.&.&30&.&.\\.&.&.&.&.&42&.\end{smallmatrix}}\right]\right)=\left[{\begin{smallmatrix}1&.&.&.&.&.&.&.\\2&1&.&.&.&.&.&.\\6&6&1&.&.&.&.&.\\24&36&12&1&.&.&.&.\\120&240&120&20&1&.&.&.\\720&1800&1200&300&30&1&.&.\\5040&15120&12600&4200&630&42&1&.\\40320&141120&141120&58800&11760&1176&56&1\end{smallmatrix}}\right];\quad \end{array}}}
Использование v(v − 1) приводит к диагональному сдвигу вниз-вправо.
Третий пример использует квадрат исходной PL7-матрицы, делённый на 2, другими словами: биномиальные коэффициенты первого порядка {\displaystyle C_{k}^{2}} на второй поддиагонали и приводит к построению матрицы, которая возникает в связи с производными и интегралами от гауссовской функции ошибок:
{\displaystyle {\begin{array}{lll}&GS_{7}=\exp \left(\left[{\begin{smallmatrix}.&.&.&.&.&.&.\\\\.&.&.&.&.&.&.\\1&.&.&.&.&.&.\\.&3&.&.&.&.&.\\.&.&6&.&.&.&.\\.&.&.&10&.&.&.\\.&.&.&.&15&.&.\end{smallmatrix}}\right]\right)=\left[{\begin{smallmatrix}1&.&.&.&.&.&.\\.&1&.&.&.&.&.\\1&.&1&.&.&.&.\\.&3&.&1&.&.&.\\3&.&6&.&1&.&.\\.&15&.&10&.&1&.\\15&.&45&.&15&.&1\end{smallmatrix}}\right];\quad \end{array}}}
Если обратить эту матрицу (например, снова беря экспоненту, но с другим знаком), то знаки коэффициентов меняются и дают коэффициенты производных гауссовской функции ошибок.
Другой вариант может быть получен при расширении исходной матрицы на отрицательные числа: 
{\displaystyle {\begin{array}{lll}&\exp \left(\left[{\begin{smallmatrix}.&.&.&.&.&.&.&.&.&.&.&.\\-5&.&.&.&.&.&.&.&.&.&.&.\\.&-4&.&.&.&.&.&.&.&.&.&.\\.&.&-3&.&.&.&.&.&.&.&.&.\\.&.&.&-2&.&.&.&.&.&.&.&.\\.&.&.&.&-1&.&.&.&.&.&.&.\\.&.&.&.&.&0&.&.&.&.&.&.\\.&.&.&.&.&.&1&.&.&.&.&.\\.&.&.&.&.&.&.&2&.&.&.&.\\.&.&.&.&.&.&.&.&3&.&.&.\\.&.&.&.&.&.&.&.&.&4&.&.\\.&.&.&.&.&.&.&.&.&.&5&.\end{smallmatrix}}\right]\right)=\left[{\begin{smallmatrix}1&.&.&.&.&.&.&.&.&.&.&.\\-5&1&.&.&.&.&.&.&.&.&.&.\\10&-4&1&.&.&.&.&.&.&.&.&.\\-10&6&-3&1&.&.&.&.&.&.&.&.\\5&-4&3&-2&1&.&.&.&.&.&.&.\\-1&1&-1&1&-1&1&.&.&.&.&.&.\\.&.&.&.&.&0&1&.&.&.&.&.\\.&.&.&.&.&.&1&1&.&.&.&.\\.&.&.&.&.&.&1&2&1&.&.&.\\.&.&.&.&.&.&1&3&3&1&.&.\\.&.&.&.&.&.&1&4&6&4&1&.\\.&.&.&.&.&.&1&5&10&10&5&1\end{smallmatrix}}\right].\end{array}}}